# لیو استرودت
لیو استرودت (انگلیسی: Liv Strædet؛ زادهٔ ۲۱ اکتبر ۱۹۶۴) بازیکن فوتبال اهل نروژ است.